# Nicolas Vilant
Nicolas Vilant   (Tayport, 12 de juny de 1737 - Saint Andrews, 25 de maig de 1807) fou un matemàtic escocès del segle xviii a la universitat de Saint Andrews conegut pels seus llibres de text. Vilant va ser Regius Professor de matemàtiques a la universitat de Saint Andrews des del 1765 fins al 1807. Sovint malalt, va ser incapaç de donar classes la major part del seu període de docència i ho va delegar en una sèrie d'assistents, entre ells John West. Habituat a la tradició britànica (newtoniana) de l'anàlisi, va ignorar la majoria dels desenvolupaments continentals en aquesta branca (com la majoria dels seus contemporanis britànics). Això no obstant, va publicar un llibre de text que va ser força utilitzat, i en el que s'esmentava el mot "anàlisi" en el títol per primera vegada a les illes britàniques: The Elements of Mathematical Analysis, Abridged for the Use of Students. A més, es conserven força manuscrits seus als arxius de la universitat de Saint Andrews.